# Неглинская набережная
Неглинская набережная — улица в исторической части Петрозаводска. Проходит от Онежской набережной до Вольной улицы.

## История

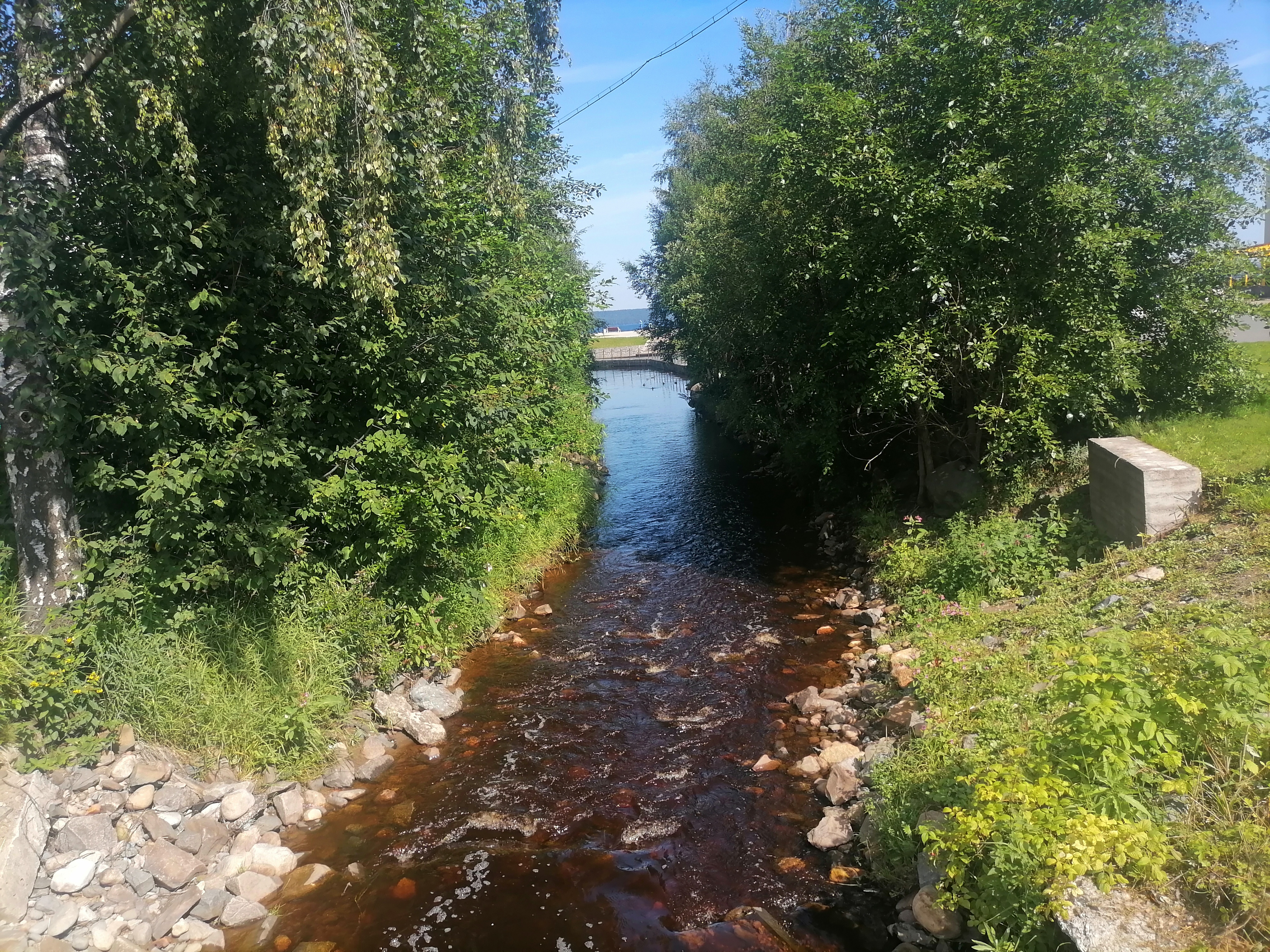
Река Неглинка

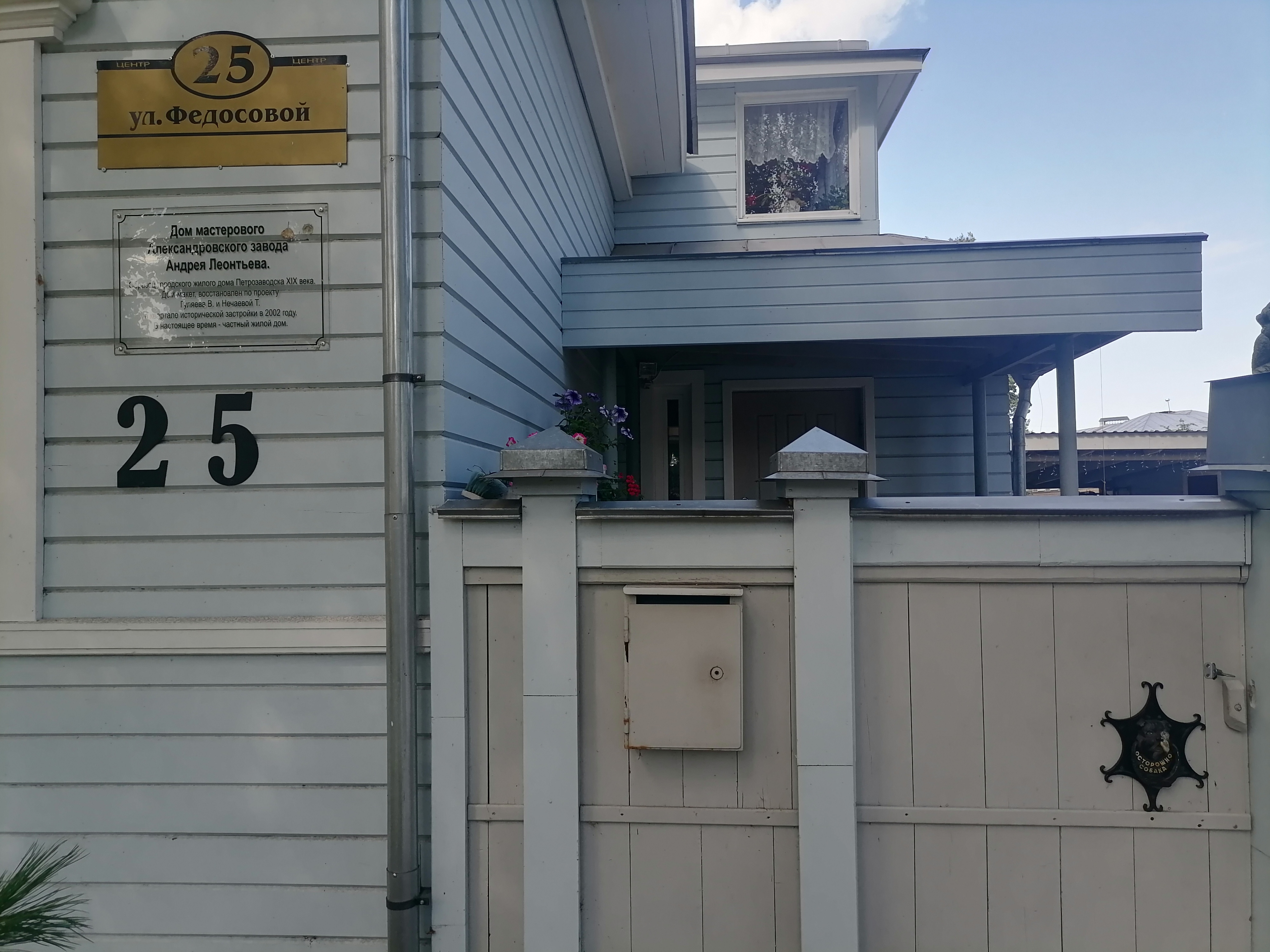
Информационная доска дома Леонтьева

Название по близ протекающей реке Неглинке.
В конце XVIII века на этой территории возникла Солдатская слобода, а также мелкие производства (кузнецы, бондари, кожевники, печники, плотники и др.). Улица складывалась с начала XIX века, после обустройства территории у комплекса земской больницы, современный адрес — улица Федосовой, 18).
В 70-е годы XX века принято решение сохранении в городе образцов деревянной архитектуры. Для реализации проекта выбрана территория между Онежской набережной, улицей Куйбышева и рекой Неглинкой, районе хорошо сохранившейся традиционной исторической городской планировки.
Восстановленный в 2002 году дом мастерового Александровского завода Андрея Леонтьева представляет собой пример городской жилой застройки XIX века.

## Достопримечательности
д. 3 — Жилой дом Лазарева (1908, образцовый проект мещанского дома начала XX века) 
д. 4 — кузница (конец XIX — нач. XX вв.), в структуре музея Кижи
д. 5 — Дом Букина (XIX в.)
д. 5А — Дом Букиной (XIX в.)
д. 7 — Жилой дом Нестеровой (1912)
д. 9 — Жилой дом Богданова (1870)
д. 23 — Дом Кучевского (1827)
д. 25 (по улице Федосовой) — Дом Андрея Леонтьева

## Известные жители
Митрофанов А. М., автор «Записок старого петрозаводчанина» (1987)

## Галерея

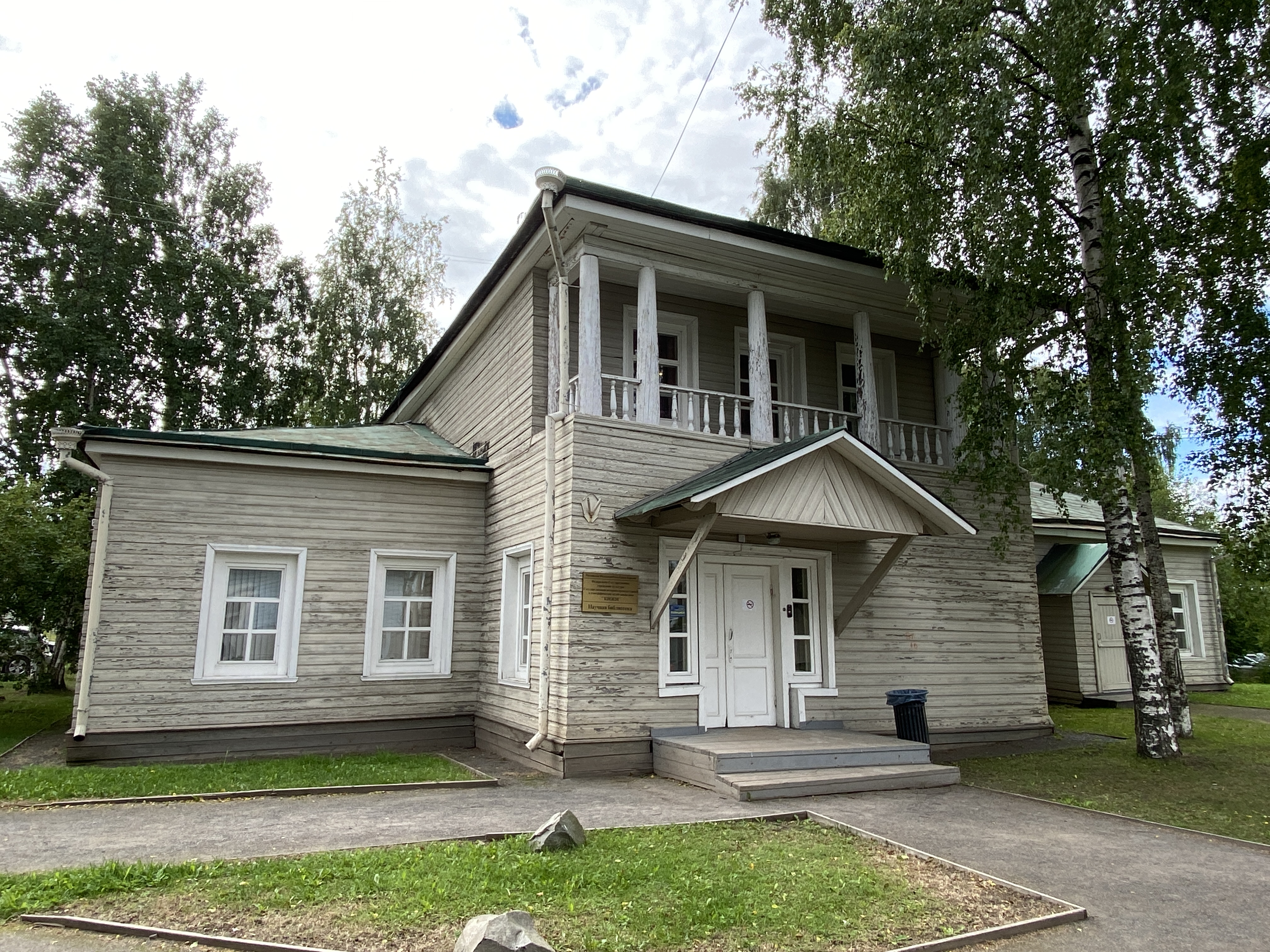
Дом лесничего Кучевского
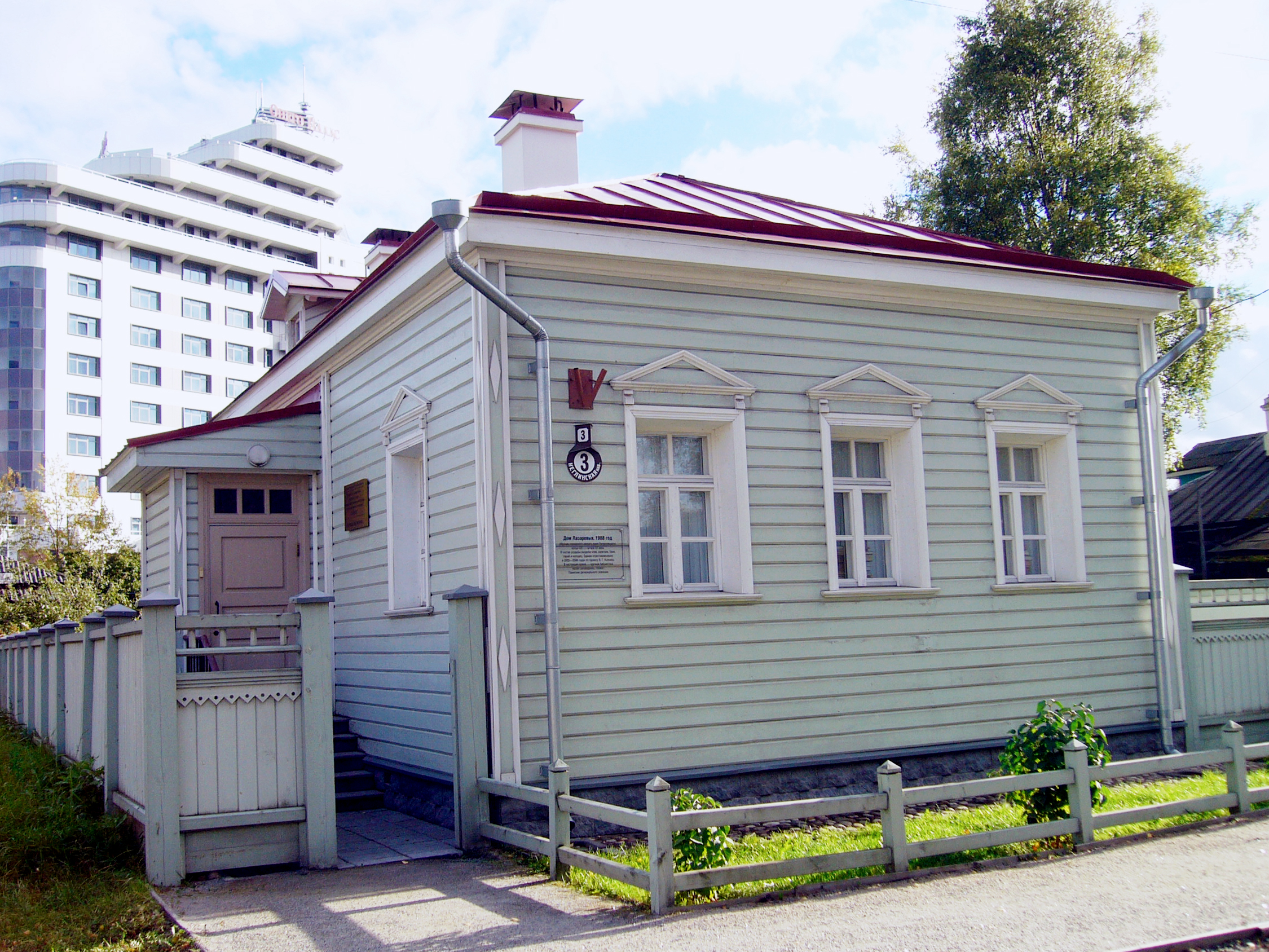
Дом Лазарева
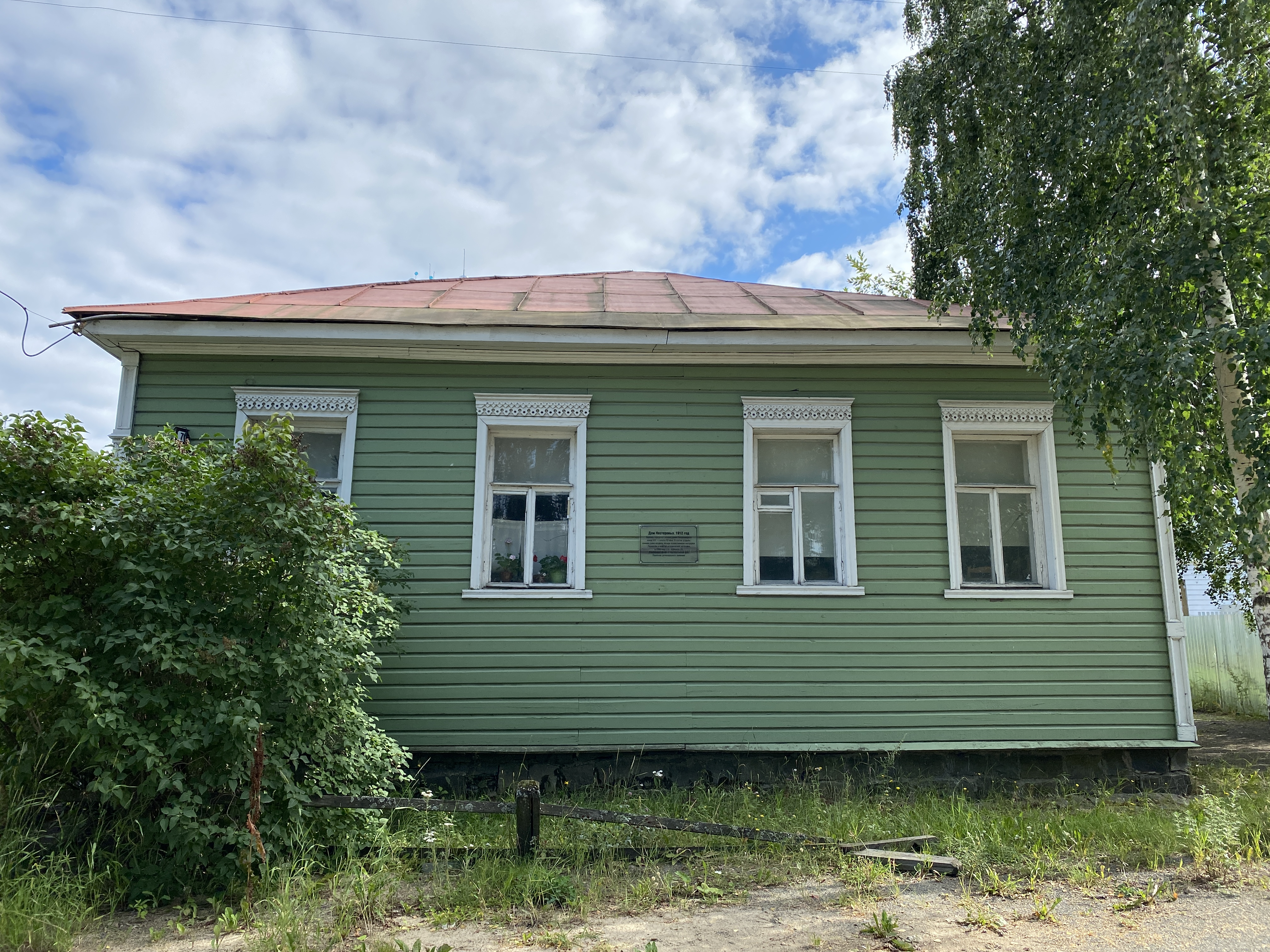
Дом Нестеровых
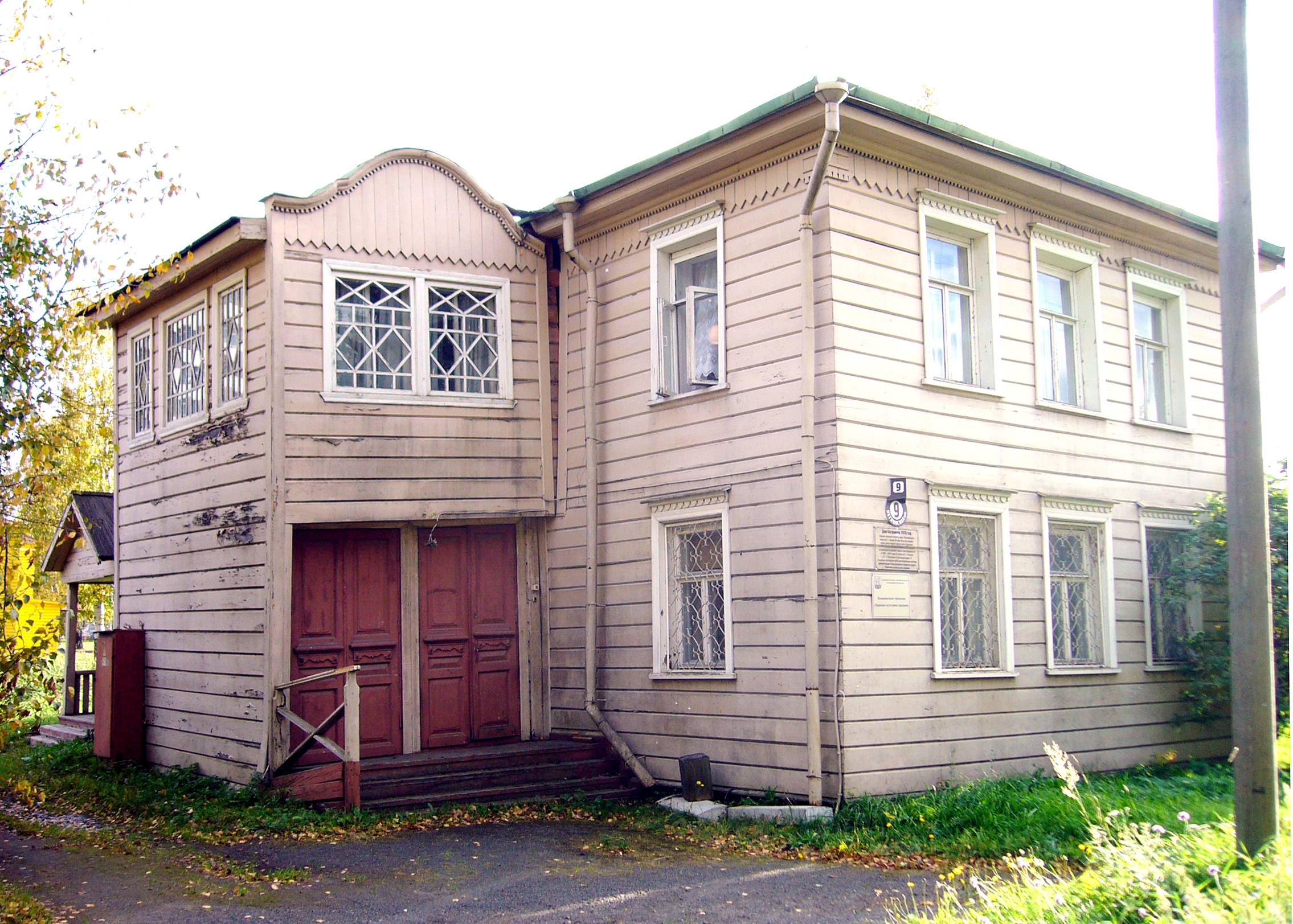
Дом Богданова